# Аласи
Ала́си (індонез. Suku Alas) — народ в Індонезії, близький до гайо та батаків.
Аласи живуть на півночі острова Суматра в гірських районах провінції Ачех, в межах округу Південно-Східний Ачех (індонез. Kabupaten Aceh Tenggara).
2010 року чисельність аласів на території провінції Ачех становила 95 152 осіб (2,13 % її населення).
Говорять алаською мовою, що зараховується до числа батацьких мов. Поширена також індонезійська мова.
За релігією — мусульмани-суніти, але зберігаються численні пережитки традиційних анімістичних вірувань та культів, які мають багато спільного з батацькими.
Матеріальна культура аласів є подібною до культури батаків та гайо. Основним традиційним заняттям є орне землеробство, вирощують рис, кукурудзу, цукрову тростину, бавовник. Розводять буйволів, у невеликій кількості коней. Допоміжну роль відіграють мисливство та рибальство.
Села аласів розташовані в річкових долинах і мають хаотичне планування. Хати ставлять на палях, вони мають каркасно-стовпову конструкцію.
Сільські громади складаються з екзогамних родів (мерго), які очолюють спадкові старійшини (пенгулу).
Шлюб патрилокальний, але трапляються випадки, коли зять іде в прийми (амбіл-анак). Зустрічаються левірат, сорорат, полігінія.